# Bitėnai
Bitėnai (deutsch Bittehnen) ist ein Dorf im Amtsbezirk Lumpėnai in der Gemeinde Pagėgiai in Litauen. Der Ort liegt am nördlichen Ufer des Flusses Nemunas (Memel) unweit des archäologisch und in der religiösen Überlieferung bedeutsamen Hügels Rambynas (Rombinus, seit 1992 Naturschutzgebiet).
Der Ort wurde erstmals um 1500 als Bitten erwähnt. Der Name weist auf Imkerei hin: prußisch „bitte“: Biene; litauisch „bitinai“: Bienenköniginnen. In der Nähe fließt ein 4 km langes Flüsschen Bitė.
Bis zum Ende des Ersten Weltkrieges gehörte das Dorf zum Kreis Ragnit des Königreichs Preußen. Infolge des Versailler Vertrages wurde das Memelgebiet abgetrennt, so dass das Dorf seit dem 10. Januar 1920 zum Landkreis Pogegen gehörte und seit 1923 von Litauen verwaltet wurde. Am 22. März 1939 kam der Kreis Pogegen infolge eines Ultimatums zurück ans Deutsche Reich und ging im Landkreis Tilsit-Ragnit auf. Vom Ende des Deutsch-Sowjetischen Krieges 1945 bis zur erneuten Unabhängigkeit Litauens am 11. März 1990 gehörte das Dorf zur sowjetischen Gemeinde Pagėgiai (Pogegen).

## Sehenswürdigkeiten

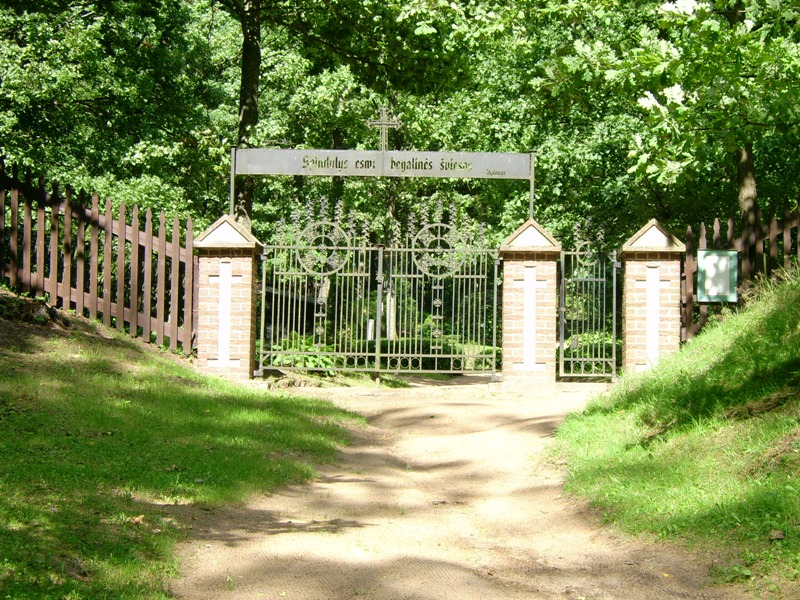
Der Waldfriedhof in Bitėnai

Sehenswert sind das kleine, dem Martynas Jankus gewidmete Museum und der landschaftlich reizvoll gelegene Rambynas mit dem Waldfriedhof, auf den im Jahr 1991 der Schriftsteller Wilhelm Storost (Pseudonym Vydūnas, 1868–1953) und 1993 der litauische Patriot, Drucker und Verleger Martynas Jankus (Martinus Jankus, 1858–1946) umgebettet wurden und ein Gedenkstein für den Theologen und Dichter Kristijonas Donelaitis (latinisiert Christian Donalitius, 1714–1780) errichtet wurde.
Bitėnai beherbergt die größte Storchenkolonie des Memellandes.

## Einwohnerentwicklung
| Jahr | Einwohner |
| ---- | --------- |
| 1959 | 289       |
| 1970 | 256       |
| 1979 | 173       |
| 1989 | 120       |
| 2001 | 109       |
| 2011 | 076       |

## Söhne und Töchter von Bitėnai

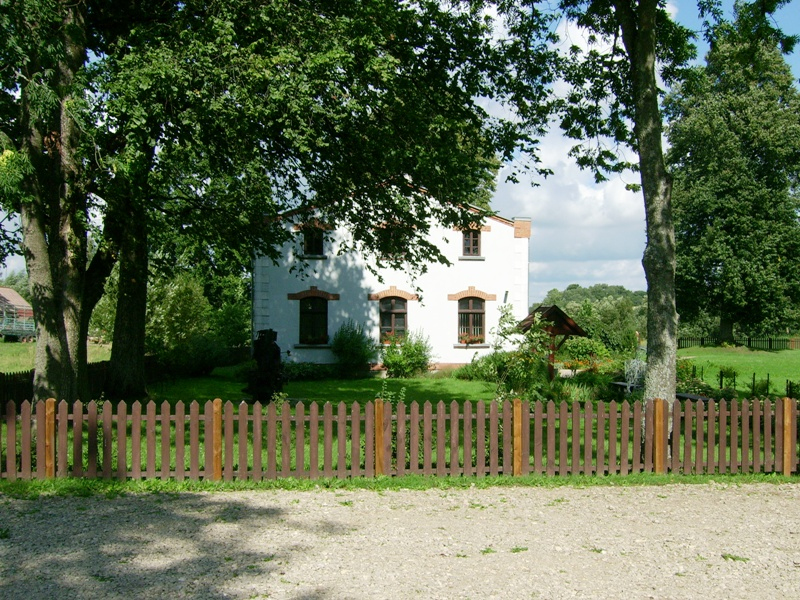
Die Druckerei des Martynas Jankus

- Martynas Jankus (1858–1946), Drucker und Verleger